# Injecció translunar

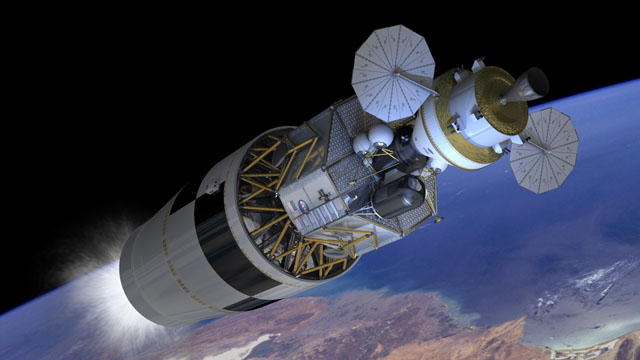
Representació artística de la pila del programa Constellation duent a terme la injecció translunar.

Una injecció translunar (TLI per les seves sigles en anglès) és una maniobra de propulsió mitjançant la qual s'ubica una aeronau en la trajectòria amb què arribarà a la Lluna.
Les trajectòries translunars típiques són semblants a les de la trajectòria de transferència Hohmann, tot i que també s'ha recorregut a trajectòries de baixa energia en alguns casos, com el de la sonda Hiten Per a missions de curta durada sense pertorbacions significants, una transferència Hohmann ràpida sol resultar més pràctica.
Una neu porta a terme una injecció translunar per a iniciar la transferència partint d'una òrbita d'aparcament circular baixa al voltant de la Terra. L'impuls, sovint causat per un motor de coet químic, incrementa la velocitat de la nau, canviant-ne l'òrbita d'una òrbita terrestre baixa a una òrbita el·líptica. A mesura que la nau avança en l'arc de la transferència lunar, la seva trajectòria és similar a la d'una òrbita terrestre el·líptica amb un apogeu situat a prop del radi de l'òrbita de la Lluna. Mentre la nau orbita al voltant de la Terra, se'n sincronitza el moment i les dimensions de la propulsió de la injecció translunar amb objectiu a la Lluna. L'impuls inicial és sincronitzat de manera que tingui lloc quan la nau s'aproximia a l'apogeu, és a dir, quan és més a prop de la Lluna. Finalment, la nau entre en l'esfera d'influència de la Lluna, realitzant un sobrevol lunar hiperbòlic.